# B-21 (Maschine)

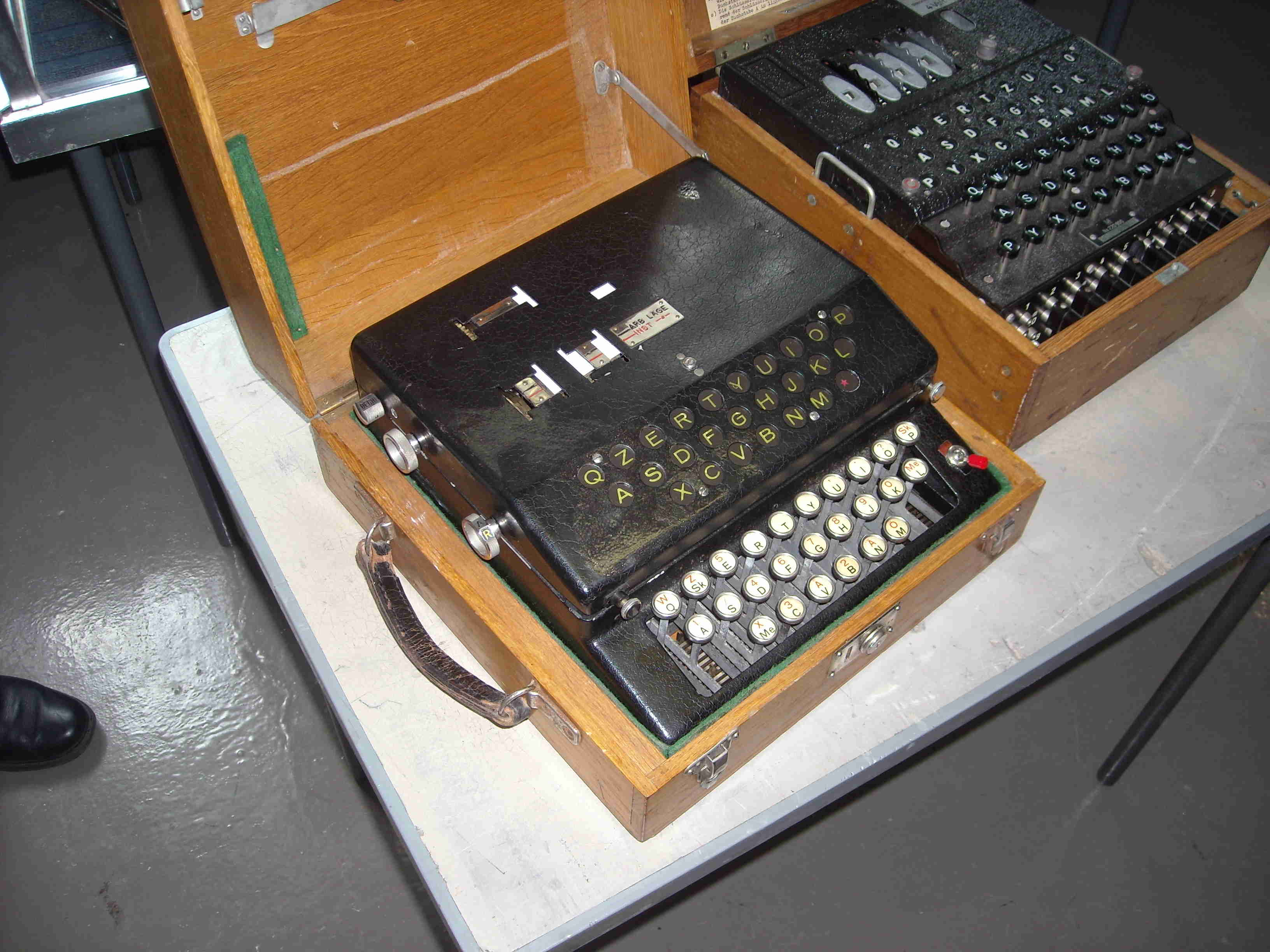
Chiffriermaschine B‑21 (links) von Boris Hagelin. Ein äußeres Charakteristikum der B‑21 ist die Tastatur mit nur 25 Buchstaben (W fehlt) im Gegensatz zu den üblichen 26 Buchstaben des lateinischen Alphabets, wie beispielsweise bei der rechts davon zu sehenden Enigma.

B-21 ist die Bezeichnung einer elektromechanischen Rotor-Chiffriermaschine, die im Jahr 1925 durch den Schweden Boris Hagelin (1892–1983) bei der schwedischen Firma A.B. Cryptograph entwickelt wurde.

## Geschichte

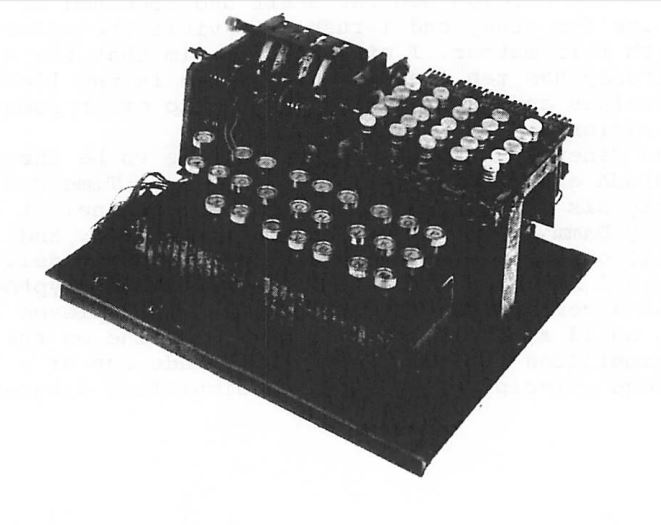
Der Prototyp von 1925

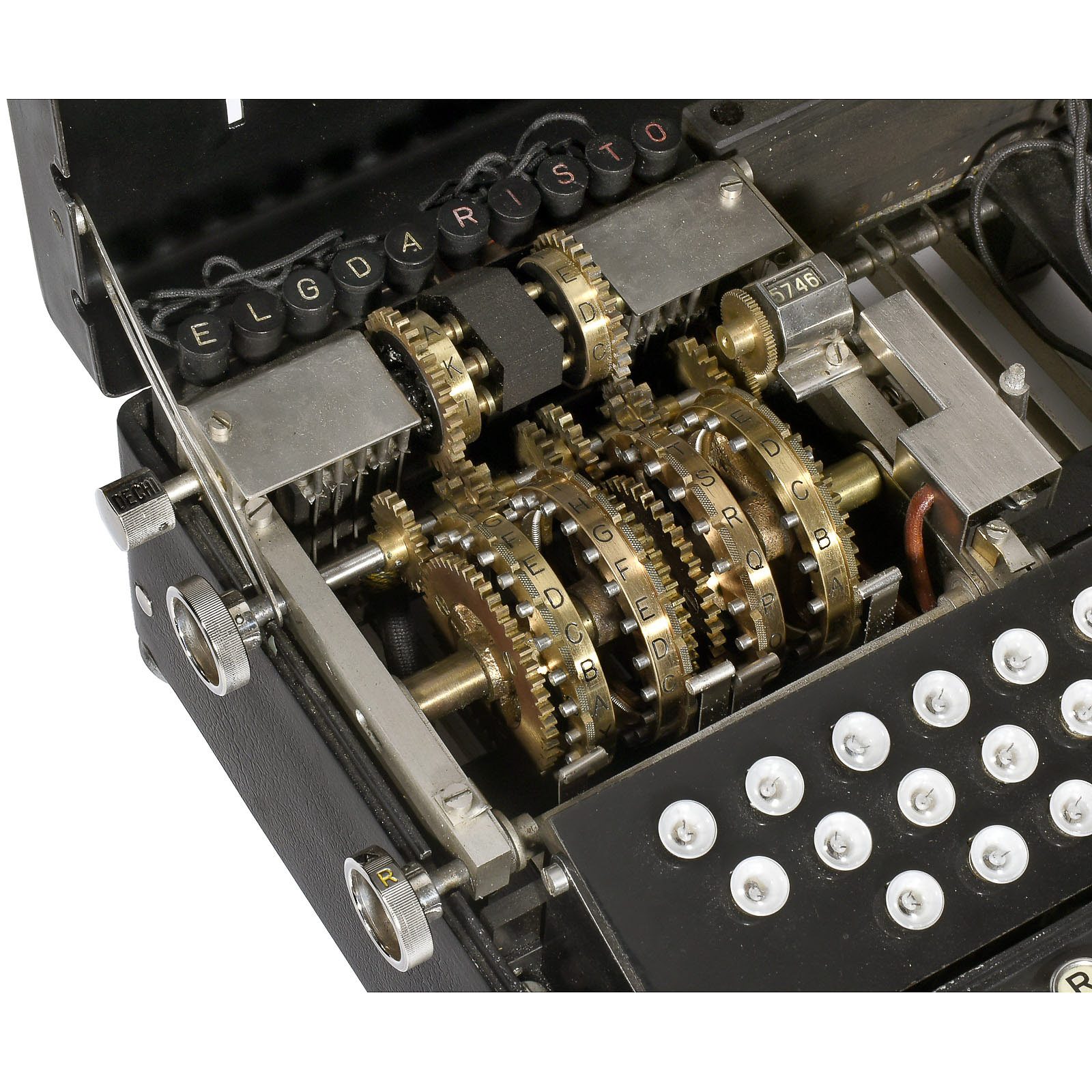
Blick ins Innere bei geöffnetem Deckel

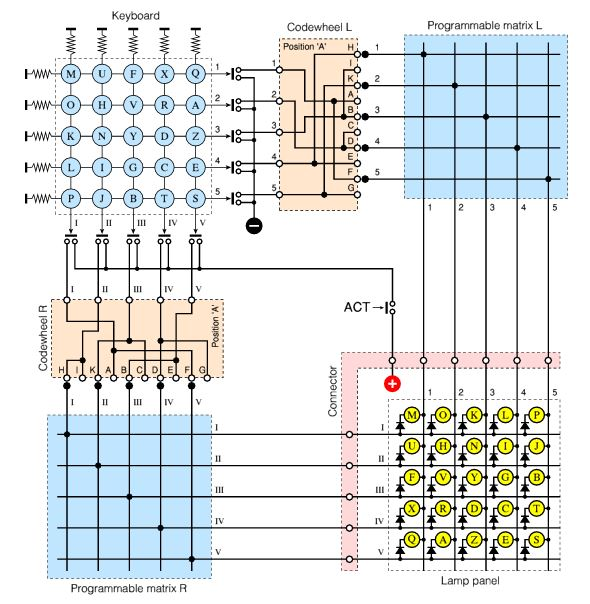
Im Schaltschema fallen die charakteristischen 5 × 5-Matrizen auf

Die Firma A.B. Cryptograph (A.B. steht als Abkürzung für schwedisch Aktiebolaget, deutsch Aktiengesellschaft, und Cryptograph bezeichnet das Arbeitsgebiet „Geheimschreibmaschinen“) war bereits 1915 durch Hagelins Landsmann Arvid Damm (1869–1927) in Stockholm gegründet worden. Boris Hagelin trat im Jahr 1922 in die Firma ein und entwickelte 1925 mit dem Prototyp der B‑21 dort seine erste Chiffriermaschine. Anlass war, dass kurz zuvor der schwedische Generalstab eine deutsche Enigma-Maschine zu Prüfzwecken erhalten hatte. Hagelin hörte davon und zögerte nicht lange. Er besuchte den zuständigen Offizier und „erklärte ihm, dass die A.B. Cryptograph schon eine 10-jährige Erfahrung auf dem Gebiet von Chiffriermaschinen besitzte und dass ich etwas bieten könne, was der "ENIGMA" überlegen sein würde.“ Nun gab man ihm sechs Monate Zeit, um seine (etwas forsche) Behauptung zu beweisen.
Ihm gelang es innerhalb der gesetzten Frist, auf Basis der Damm’schen Rotor-Chiffriermaschine aus dem Jahr 1919, insbesondere derer „vereinfachten Durchgangsräder“, ein Mustergerät herzustellen. Seine Maschine verfügte über eine Tastatur mit 25 Buchstaben, zwei Durchgangsrädern (ähnlich den Enigma-Walzen), deren Fortschalten jedoch – anders als bei der Enigma – durch jeweils zwei weitere Schlüsselräder mit unterschiedlicher Teilung (17, 19, 21, 23) gesteuert wurde, und einem Lampenfeld zur Anzeige. Wie die Tastatur verfügte auch das Lampenfeld nur über 25 Buchstaben. Hagelin verzichtete gegenüber den üblichen 26 Großbuchstaben des lateinischen Alphabets auf den im Schwedischen selten verwendeten Buchstaben W. Dieser konnte im Bedarfsfall durch V V ersetzt werden. Ferner verzichtete er auf Umlaute (Ä und Ö) und auf den Buchstaben Å. Grund für diese Reduzierung auf nur 25 Buchstaben war, dass er so als zentrales Element eine Schaltmatrix aus 5 × 5 Zeilen und Spalten verwenden konnte (siehe auch: Stromlauf der B‑21 unter Weblinks).

## B-211
Um das Jahr 1932 entwickelte Hagelin eine statt der Lampenanzeige mit einem Druckwerk ausgestattete Nachfolgerin der B‑21 und nannte sie B‑211.